# Тамара Головеј
Тамара Головеј (блр. Тамара Галавей; рус. Тамара Ошеровна Головей) је шаховски мајстор, Међународни шаховски судија и тренер Републике Белорусије. Њен рејтинг код Шаховске Федерације САД  је 2322. Она је лични шаховски тренер између осталих и Борису Гељфанду, Међународном велемајстору, два пута олимпијском шампиону, трећем на свету у 1991. години и победнику турнира кандидата у 2011. години, Јурију Шулман, међународном велемајстору, првак САД у 2008. години, Јулији Левитан, Међународном мајстору, 1992 члану САД Олимпијског тима (рејтинг Федерације САД 2228) и Валерију Атласу, Међународном мајстору, освајачу бронзане олимпијске медаље 1994 (рејтинг Федерације САД 2448).
Тамара је рођена у Кургану (Република Узбекистан) 19. септембра 1943. Почела је да уче шах са 12 година код А. Шагаловича (Минск). Иако је дипломирала на Белоруском Политехничком Институту 1965. године, заменила је инжењерску каријеру за шах. Од 1970.је била главни шаховски тренер у Дечјој спортској школи Минска.
Она је освојила Белоруско женско шаховско првенство три пута (1965, 1969. и 1976), била вишеструки финалиста Совјетског Савеза на женском шаховском првенству. Године 1989. она је постала међународни судија. Била је главни судија на многим међународним турнирима.
Од 1999. године Тамара живи у САД. Поделила је треће место, заједно са Албертом Чоуом (интернационални мајстор, Федерација САД, рејтинг 2294) у Илиноису 2000 на Отвореном шаховском првенству и била четврта у Илиноису 2001 међу мушкарцима. Наставила је успешно да обучава децу у Чикагу за наступе на турнирима.